# Jurenák Anton
Sultzi Jurenák Anton Eduárd (német: Anton von Jurenak, szlovák: Anton Jurenák, Pozsony, 1813. március 10. – Pozsony, 1896. december 17.) pozsonyi nagykereskedő.

## Élete
Francia származású nemesi család gyermekeként született. Apja Jurenák Ádám pozsonyi nagykereskedő, a városi tanács tagja, édesanyja Rupp Ludmilla, ehrestrohmi Rupp Ignác német lovag lánya. Szülei a pozsonyi evangélikus Lyciumban taníttatták. Már fiatalkorában sokat utazott 1835-ben, testvérét Józsefet Párizsban látogatta meg, ahol 3 hónapot dolgozott.
1837-ben 4 éves üzleti útra kapott engedélyt és útlevelet a pozsonyi főbírótól. Céljai között szerepelt Németország, Franciaország, Anglia, Hollandia, Belgium, Poroszország, Svájc, Olaszország, Görögország, Törökország és Oroszország. Apja hirtelen halála után az utat félbeszakította és visszatért Pozsonyba, ahol apja üzletét vette át.
Pozsonyban polgári státuszt 25 éves korában 1839-ben, házasságát követően kapott. Ettől fogva, maga vezethette apja cégeit, a Jurenák palotába, berendezett irodájából.
1846-ban miután az Első Duna-gőzhajózási Társaság elnöke JB Colloseus egészségügyi okok miatt visszavonult a közéletből, a társaság vezetését Jurenák vette át, aki utakat indított meg a Földközi-tengeren, a Fekete-tengeren és Anglia felé is. Ekkor kezdett el érdeklődni az Egyesült Királyság gazdasága és banki rendszere iránt. Tapasztalataival közben játszott az első Pozsonyi Takarékszövetkezet felépítésében és kiterjesztésében, aminek igazgatótanácsi tagja lett. Fiatalabb kollégái számára ő lett "Papa Jurenák" 
Ebből a korból származnak útlevelek, engedélyek és iratok százai, amiket különböző szervek állítottak ki Jurenák Anton számára, hogy üzleteit Európa minden táján igazgathassa.

### A forradalom évei
1848-ban a forradalom kitörésekor anyjával, Rupp Ludmillával, Triesztben tartózkodtak. A forradalom és az új kormány, aminek megalapulását a család ellenezte nem tettek jót Jurenák üzleteinek. 1848-ban Anton nem tért vissza Magyarországra, hanem kérelemmel fordult a császári hivatalokhoz vízuma meghosszabbításáért, amit engedélyeztek. Édesanyja ebben az évben hunyt el, Triesztben. A forradalom leverését követően 1849-ben tért haza.
1849. november 7-én a pozsonyi Dómban ünnepelte a város előkelősége a forradalom végét, ahol Jurenák Anton családjával volt jelen. Feleségén és gyermekein kívül megjelent tiroli sógora Hofer Károly, feleségével Jurenák Karolínával.

### Idős kora
Részt vett a pozsonyi kulturális egyesület megalapításában 1885-ben és azt haláláig támogatta, adományaival.
Az 1880-as évekből származó tulajdoni összeírásból kivehető, hogy a Jurenák palota, ami ma egy pozsonyi kerület városháza, több cégnek és társulatnak az irodaháza volt. A 19. század második felére érte el a Jurenák család pozsonyi-ága befolyásának legmagasabb fokát, ami Anton halálától fogva, 1896-tól ismét csökkenni kezdett.

## Magánélete
Jurenák 1838-ban házasodott Siebenfreund Jeanettel, aki Adelbert, Pálffy gróf erdészének és Mayer Johannának volt a lánya, a csesztei templomban. A házassági szerződés leszögezi, hogy a férjnek 6000 Guldent kell fizetni a feleségnek, amiből ő 7 hónap elteltével 3000-t visszafizet a férj számára. Továbbá egy törvény is életbe lépett a pár egybekelte kor, mivel a férj ágostai evangélikus, a feleség pedig római katolikus volt. A fiú utódokat az apa, a leányokat az anya vallására kellett keresztelni.
Antonnak és Johannának hat gyermeke született.
- Viktor, gazdasági intéző
- Auguszta, 7 évesen meghalt
- Vilma Antónia, a család utolsó pozsonyi tagja, 1939-ben hunyt el
- Mária Stefánia, Berlinbe költözött férjével
- Jeannette Katarina, Fischer János pezsgőgyáros felesége
- Antónia Ludmilla, az ismert pozsonyi orvos fiával, Riegele Augusztusszal házasodott

## Halála
1896. december 17-én hunyt el, Pozsonyban. Nevét mára sokan elfeledték, de a múzeumok őrzik emlékét. Kiállításokon a család tárgyai és portréi is megtekinthetők.